# Antigonish
Antigonish é a cidade sede do condado de Antigonish, na província canadense da Nova Escócia, província do atlântico no leste do Canadá. Está localizada aproximadamente a 160 quilômetros a nordeste da capital provincial, Halifax.
A população da cidade, de acordo com o censo canadense de 2016, era de 4.364 habitantes e a área era de cerca de 5 quilômetros quadrados.